# Prix des Cent Fleurs de la meilleure actrice
Le prix des Cent Fleurs de la meilleure actrice est une des récompenses cinématographiques les plus prestigieuses de Chine continentale, attribuée par l'Association du cinéma chinois depuis 1962. Comme conséquence de la révolution culturelle, aucun prix n'a été remis de 1964 à 1980.
À partir de 2004, les prix sont remis tous les deux ans.

## Palmarès

### Années 1960
- 1962 : Zhu Xijuan pour le rôle de Wu Qionghua The Red Detachment of Women (hóngsèniángzijūn)[1]
- 1963 : Zhang Ruifang pour le rôle de  Li Shuangshuang Li Shuangshuang[2]

### Années 1980
- 1980 : Joan Chen pour le rôle de Xiaohua Little Flower
- 1981 : Zhang Yu (zh) pour le rôle de Zhou Jun dans Romance on Lushan Mountain[2]
- 1982 : Li Xiuming pour le rôle de Si Guniang dans Xu Mao And His Daughters[2]
- 1983 : Siqin Gaowa  pour le rôle de Hu Niu dans Le Tireur de pousse-pousse (en) (Luòtuo Xiángzi)[2]
- 1984 : Gong Xue pour le rôle de Qin Nan dans Under the Bridge[2]
- 1985 : Wu Yufang pour le rôle de Liu Qiaozhen dans Life[2]
- 1986 : Fang Shu pour le rôle de Chen Bailu dans Sunrise[2]
- 1987 : Liu Xiaoqing pour le rôle de Hu Yuyin dans La Ville des hibiscus[2]
- 1988 : Liu Xiaoqing pour le rôle de Jinzi dans A Wild Field[2]
- 1989 : Liu Xiaoqing pour le rôle de Chuntao dans Chuntao[2]

### Années 1990
- 1990 : Song Jia pour le rôle de Fang Siying dans The Garden[2]
- 1991 : Song Jia pour le rôle de Subi dans Mountain Wind[2]
- 1992 : Zhao Lirong pour le rôle de Mom dans The Spring Festival[2]
- 1993 : Gong Li pour le rôle de Songlian dans Qiu Ju, une femme chinoise[2]
- 1994 : Pan Hong pour le rôle de Fan Li dans Shanghai Fever
- 1995 : Shen Danping pour le rôle Hong de dans Liu cun cha kan[2]
- 1996 : Guo Keyu pour le rôle de Chuchu dans Red Cherry (Hóng yīng táo)[2]
- 1997 : Ning Jing pour le rôle de Danzhu dans Red River Valley[2]
- 1998 : Liu Bei pour le rôle de Zhou Beiyan dans Dream Factory[2]

### Années 2000
- 2000 : Zhang Ziyi pour le rôle de Zhao Di (jeune) dans The Road Home[2]
- 2001 : Gong Li pour le rôle de Sun Liying dans Plus fort que le silence (Piāoliàng māma)[2]
- 2002 : Zhou Xun pour le rôle de Zhao Ningjing dans A Pinwheel Without Wind[2]
- 2003 : Xu Jinglei pour le rôle de Xiaohui dans Spring Subway

- 2004 : Fan Bingbing pour le rôle de Wu Yue dans Téléphone mobile (shŏujī)[3]
  - Zhao Wei pour le rôle de Wen Zhu dans Les Guerriers de l'empire céleste (Tian di ying xiong)
  - Xu Fan pour le rôle de Shen Xue dans Téléphone mobile (shŏujī)
  - Zhang Yan pour le rôle de Xiaohua dans Warm Spring (Nuǎn Chūn)

- 2006 : Rene Liu pour le rôle de Wang Li dans A World Without Thieves (Tiānxià Wú Zéi)[4]
  - Zhang Yu (zh) pour le rôle de Ren Changxia dans Ren Changxia
  - Zhang Ziyi pour le rôle de Xiaomei dans Le Secret des poignards volants (shí miàn mái fú)
  - Naren Hua pour le rôle de Xie Li dans Life and Death of Niu Yuru

- 2008 : Li Bingbing pour le rôle de Wang Jindi dans The Knot (Yún shǔi yáo)[5]
  - Tang Yan pour le rôle de Sun Guiqin dans The Assembly
  - Gao Yuanyuan pour le rôle de Shufen dans L'Expert de Hong Kong (Bō Bui Gai Wak)
  - Xu Ruoxuan pour le rôle de Wang Biyun dans The Knot (Yún shǔi yáo)
  - Gigi Leung pour le rôle de Ms. Liu dans The Secret of the Magic Gourd

### Années 2010
- 2010 : Zhao Wei pour le rôle de Hua Mulan dans Mulan, la guerrière légendaire (Huā Mùlán)[6]
  - Zhou Xun pour le rôle de Xiaowei dans Painted Skin (huàpí)
  - Shu Qi pour le rôle de Liang Xiaoxiao dans If You Are the One (Fēichéng Wùrǎo)
  - Fan Bingbing pour le rôle de Yueru dans Bodyguards and Assassins (shi yue wei cheng)
  - Bai Jing pour le rôle de Guo Xiaomi dans Iron Man

- 2012 : Bai Baihe pour le rôle de Huang Xiaoxian dans Love Is Not Blind[7]
  - Li Bingbing pour le rôle de Xu Zonghan dans 1911 (Xinhai geming)
  - Sandra Ng pour le rôle de Mme Law dans Echoes of the Rainbow (Shui Yuet Sun Tau)
  - Zhou Xun pour le rôle de Ling Yanqiu dans Dragon Gate, la légende des sabres volants (Lóng Mén Fēi Jiǎ)
  - Xu Fan pour le rôle de Li Yuanni dans Aftershock (Tángshān Dà Dìzhèn)

- 2014 : Zhang Ziyi pour le rôle de Gong Er dans The Grandmaster[8]
  - Yang Zishan pour le rôle de Zheng Wei dans So Young
  - Yu Nan pour le rôle de Zhou Li dans Silent Witness (Quán Mín Mù Jī)
  - Tang Wei pour le rôle de Jiajia dans Finding Mr. Right (Běijīng yùshàng Xiyǎtú)
  - Helen Yao pour le rôle de Coco dans CZ 12

### Par nombre de titres

#### Deux prix
- Gong Li
- Song Jia
- Zhang Ziyi

#### Trois prix
- Liu Xiaoqing